# Alberto Ognjan Štriga
Alberto Ognjan pl. Štriga (Križevci, 30. travnja 1821. – Zagreb, 7. ožujka 1897.), hrvatski operni pjevač, vinar
Alberto Ognjan pl. Štriga, rodio se je 30. travnja g. 1821. u Križevcima od oca Ivana Nep. pl. Štrige Cunovečkoga, sudca, i majke Cecilije, rodjene pl. Raizner. Pučku je školu polazio u svom rodnom mjestu. Pohađao je Klasičnu gimnaziju  u Zagrebu i gimnaziju u Velikoj Kaniži. U Zagrebu je i izučio prava g. 1842. Prema njegovoj ideji, napisan je libreto za prvu hrvatsku operu Ljubav i zloba Vatroslava Lisinskog.

## Vanjske poveznice
- urednik: Alberto Ognjan Štriga (Križevci, 30. svibnja 1821. – Zagreb, 7. ožujka 1897.). Križevački vremeplov, prigorski.hr, 7. ožujka 2016.